# Eglentin Gjoni
Eglentin Gjoni (sinh 2 tháng 12 năm 1992) là một cầu thủ bóng đá Albania thi đấu cho KF Laçi ở Kategoria Superiore.